# アキベエル
アキベエル（Akibeel）はエノク書に掲載されている、シェムハザの指示のもと地上に下りてきた堕天使のうちの1人。人間たちに兆や徴の意味を教えた。